# Бон Скот
Роналд Белфорд „Бон“ Скот (на английски: Ronald Belford 'Bon' Scott) е австралийски рокпевец, автор на текстове и фронтмен на австралийската хардрок група „Ей Си/Ди Си“ (АС/DC).

## Биография
Роден е във Форфар, Шотландия. Син е на Чарлз (Чик) и Иза Белфорд. Има 2 братя – Дерек, Греъм, и сестра Валери. Семейството се премества в Австралия през 1952 г. Установяват се в предградието Съншайн на Аделаида. През 1956 г. на Греъм е открита астма и семейството се премества в град Фримантъл.
Бон свири от малък на пиано, акордеон, гайда и барабани. На 15 години напуска училище и работи на разни места. На 17 години е задържан за дребно криминално престъпление и прекарва година във възпитателно училище.
Започва да се занимава с музика в Пърт от 1966 г. Първата му група е „Спекторс“, където пее и бие барабани. После става член на „Валънтайнс“. Групата няма особен успех и се премества в Мелбърн. През 1969 г. членовете на групата са арестувани за притежание на дрога и през следващата година се разпада. В края на 1970 г. Бон влиза в състава на групата „Фратернити“, чийто лидер е неговият стар приятел Брус Хауи. През 1972 – 1973 г. групата прави европейско турне във Великобритания и Германия. В кралството „Фратернити“ съпровожда Джорди, чийто вокалист е Брайън Джонсън. В крайна сметка турнето е неуспешно, групата се завръща в Австралия и се разпада.
Бон се присъединява към „Лофт Монтли Рейнджърс“. През 1973 г. преживява тежка катастрофа с мотор, при която е в тридневна кома, с много наранявания и се възстановява едва след тримесечно лечение. През това време за него се грижи бившата му съпруга (разведени от предната година) Ирен Торнтън. Инцидентът слага край на участието му в групата.
Още не напълно възстановен, но решен да промени начина си на живот и да започне сериозно да свири истински рок енд рол, Бон се установява в Аделаида, като работи при Брус Хауи, който е музикален мениджър. Именно Брус го представя на младата група AC/DC и той става неин вокалист. Първото шоу на групата е новогодишно, на 31 декември 1973 г.
Бон Скот умира едва на 33 години в Лондон в ранните часове на 19 февруари 1980 г. Причината за смъртта му е отравяне с алкохол.